# Karlshof (Hohenaltheim)
Karlshof ist ein Gemeindeteil der Gemeinde Hohenaltheim im Landkreis Donau-Ries (Schwaben, Bayern). Die Einöde liegt in der Gemarkung Niederaltheim. Der ehemalige fürstlich-wallersteinische Gutshof mit angrenzendem Forsthaus sind eingetragene Baudenkmäler.

## Geographie

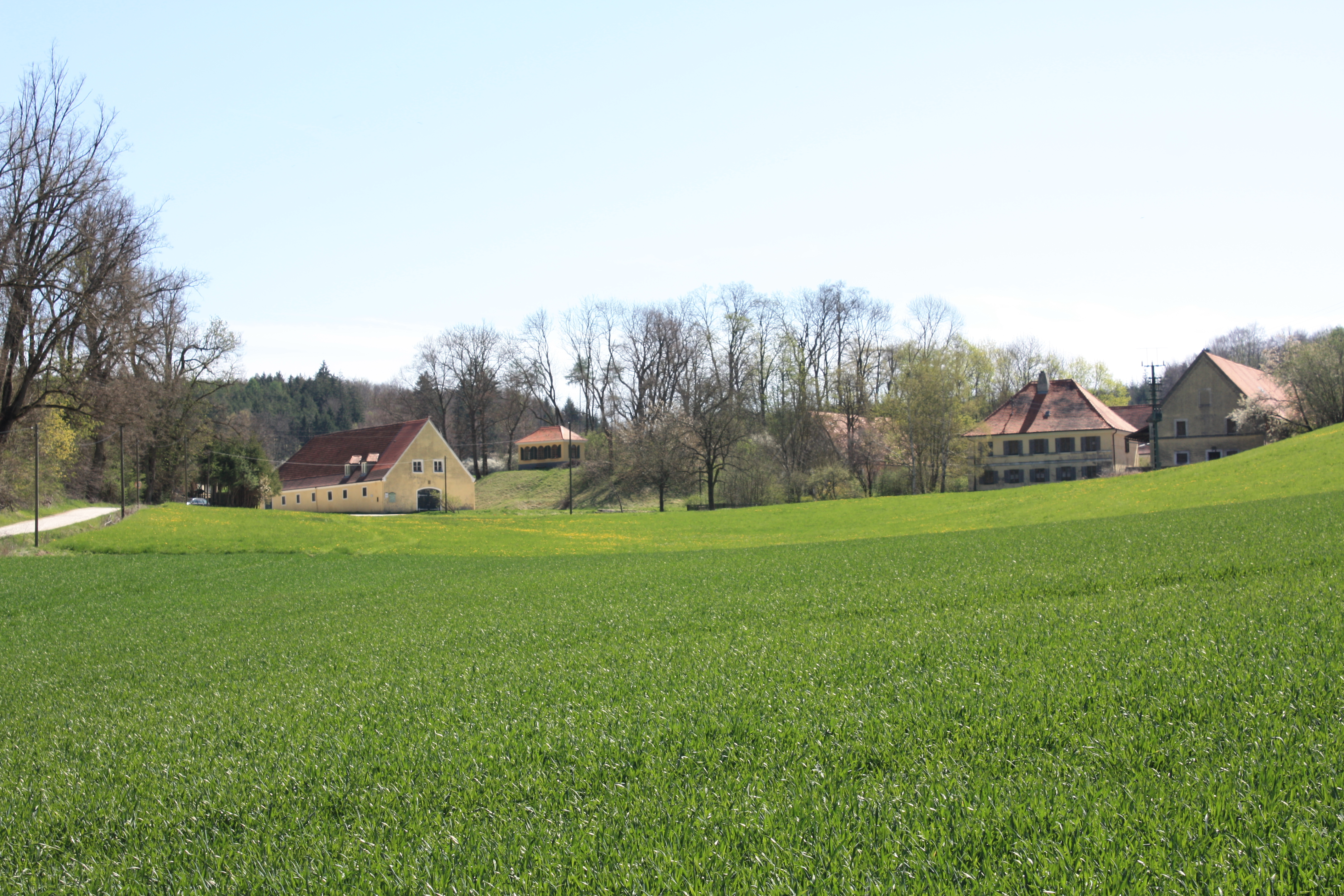
Blick auf Karlshof

Der Karlshof steht am östlichen Ende des Kartäusertals, am Südfuß des 537 m hohen Hochhauser Berg mit der Ruine der Burg Hochhaus. einen knappen Kilometer westlich liegt der zur Gemeinde Ederheim gehörende Weiler Anhausen, Niederaltheim liegt zweieinhalb Kilometer östlich.

## Geschichte

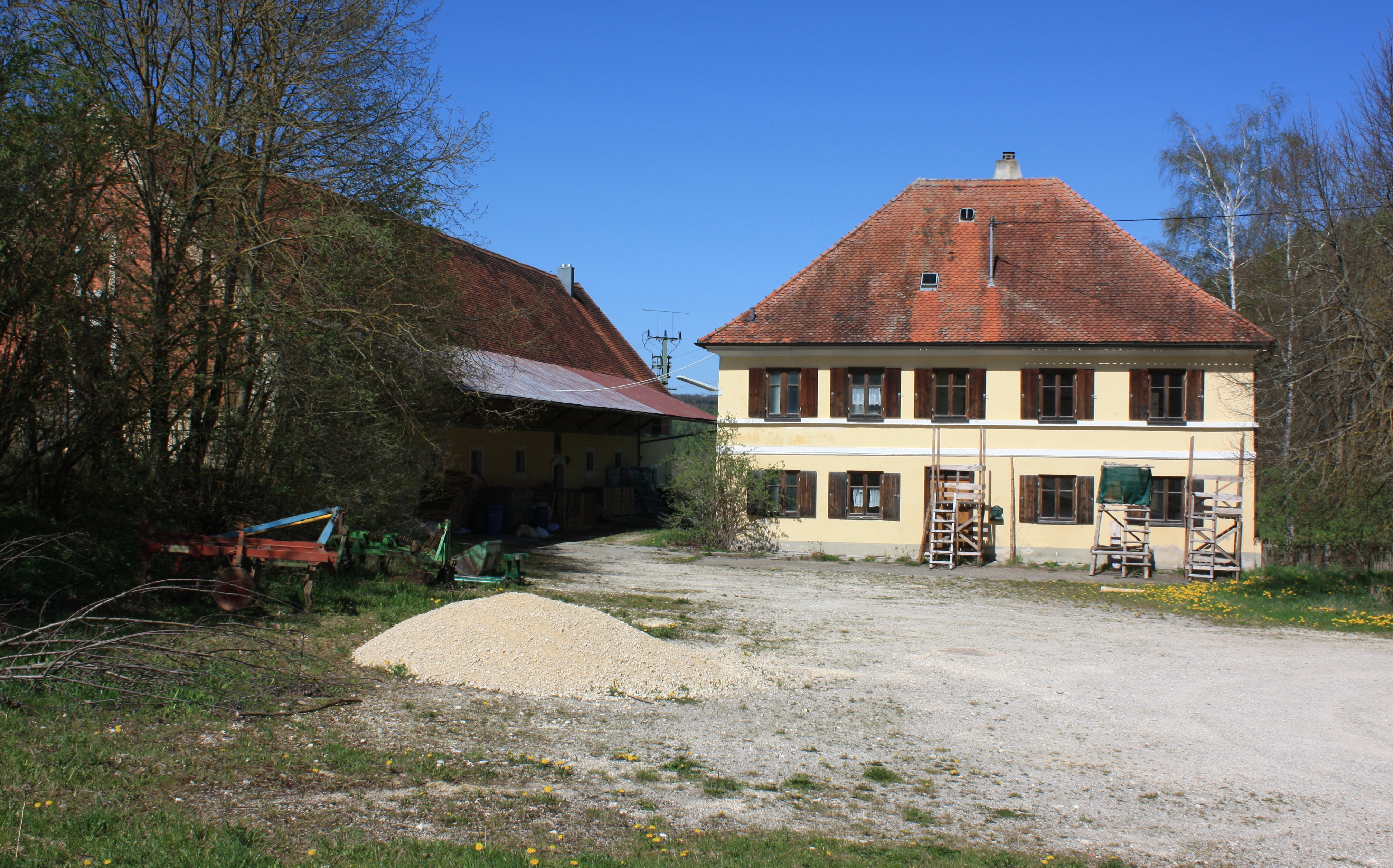
Gutshof und Stadel

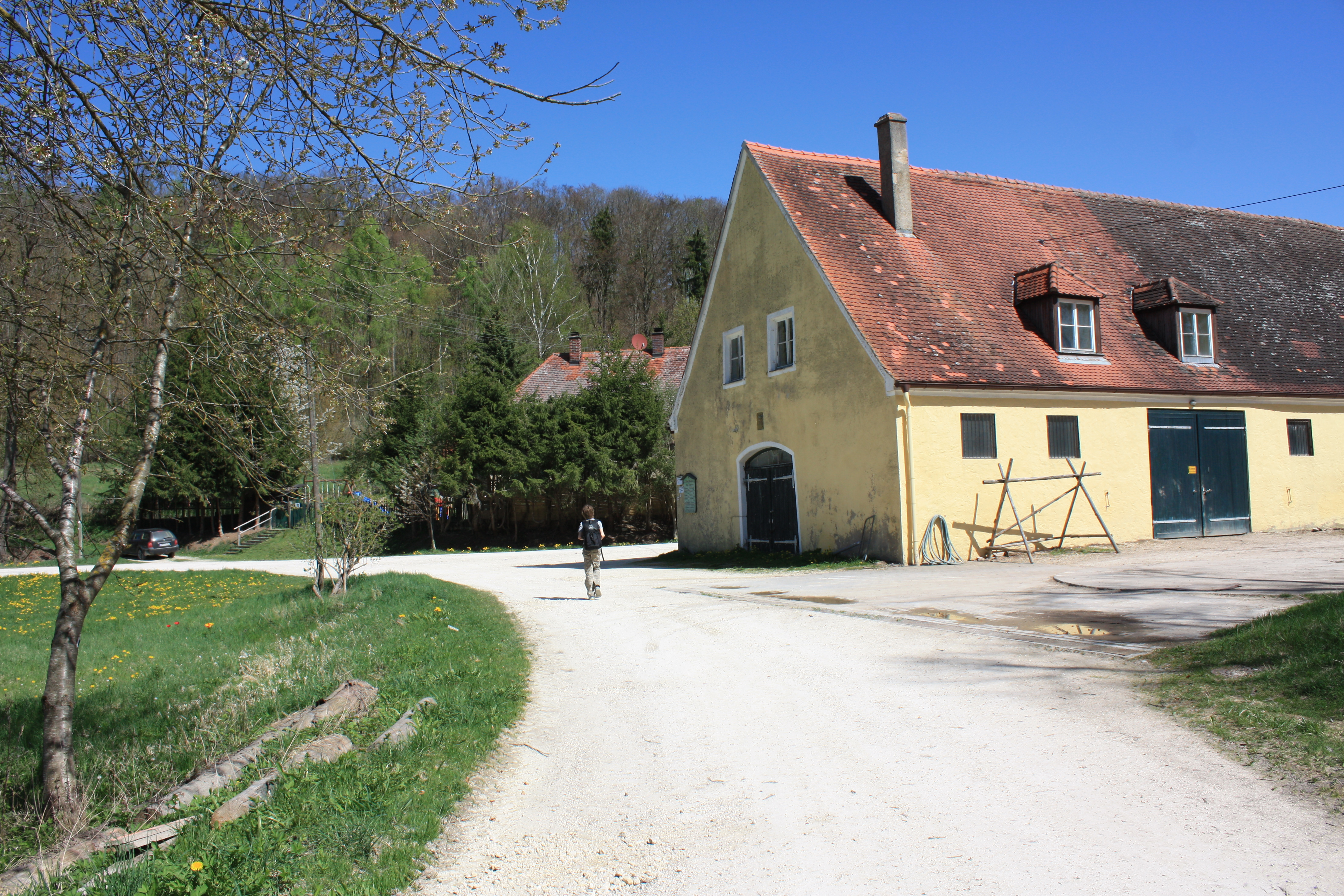
Der Nordrand-Weg des Schwäbischen Albvereins führt durch Karlshof. Im Hintergrund ist das Dach des ehemaligen Forsthauses zu sehen

Karlshof, früher auch Hinter- oder Schafhof, später Albrechtshof genannt, gehörte ursprünglich zur Herrschaft Hochhaus, dann den Fürsten von Oettingen. Nach mehreren Besitzwechseln erwarb der Fürst von Oettingen-Wallerstein das Hofgut 1764 zurück und ließ die Einrichtung instand setzen und erweitern. Der Fürst ließ 1835 den heutigen Hauptbau mit Walmdach errichten, 1856 das Nebengebäude mit Satteldach. Die beiden Stadel stammen aus dem 18. und 19. Jahrhundert.
Um 1893 bis 1982 war der Karlshof ein großes fürstliches Dominalgut. Der 90 ha Hof bewirtschaftete sowohl Äcker als auch Weiden. Die Viehbestände umfassten ca. 25 bis 30 Milchkühe, Jungvieh, Geflügel sowie eine eigene Schäferei. Zeitweise betrieb der Karlshof eine eigene Brauerei. Bekannt war der Gutshof in erster Linie für seine Gastwirtschaft. Bereits in den 1830er Jahren war der Karlshof durch seine idyllische Lage ein beliebtes Ausflugsziel, der für seine Festlichkeiten  geschätzt war. Für 1835 wird die Wirtschaft als Ort geselliger Treffen der gebildeten Bewohner der Umgebung beschrieben. Für die Bevölkerung von Bollstadt, Ederheim, Forheim, Hohenaltheim, Hürnheim und Niederaltheim war die Wirtschaft Ziel des traditionellen Pfingstausflugs. Seine Blüte erlebte die Wirtschaft von 1916 bis 1942. Damals kamen die Wanderer teilweise aus Nördlingen, und auch Kutschausfahrten wurden zum Karlshof unternommen, der auch eine Kegelbahn besaß. Ausflüge nach Karlshof galten als „etwas Besonderes“, nicht Alltägliches. Auch als Sommerfrische wurde die Einöde entdeckt.
Nach dem Zweiten Weltkrieg erlebte die Gastronomie in Karlshof noch einmal einen Aufschwung. Schul- und Betriebsausflüge wurden nach Karlshof unternommen und auch Tanzveranstaltungen dort abgehalten. Die Arbeiter sämtlicher fürstlichen Domänen im Nördlinger Ries hielten ihre Erntedankfeiern in Karlshof ab, im Winter war er Treffpunkt für Holzfäller. Aber auch für Jagdgesellschaften war Karlshof eine beliebte Einkehrmöglichkeit. In den 1960er Jahren begann, bedingt durch geändertes Freizeitverhalten und Mobilität, der Niedergang der Freizeitkultur im Karlshof.
1983 pachteten die Georgspfadfinder des Diözesanverbands Augsburg den Gutshof und betrieben ihn seither als Pfadfinderzentrum Karlshof mit Jugendzeltplatz und Spielwiese. Auch Jugendgruppen, Schulklassen und Familien konnten die Schlafplätze als Selbstversorger in Anspruch nehmen. In den 1980er Jahren fand im Karlshof die Bundeskonferenz der Pfadfinder statt. Der ursprünglich bis 2013 laufende Pachtvertrag wurde auf Wunsch des Fürsten von Wallerstein-Oettingen bereits 2008 gelöst.
Im Zuge der Gebietsreform in Bayern kam Karlshof zusammen mit dem Hauptort Niederaltheim am 1. Juli 1973 zu Hohenaltheim.

## Sehenswürdigkeiten

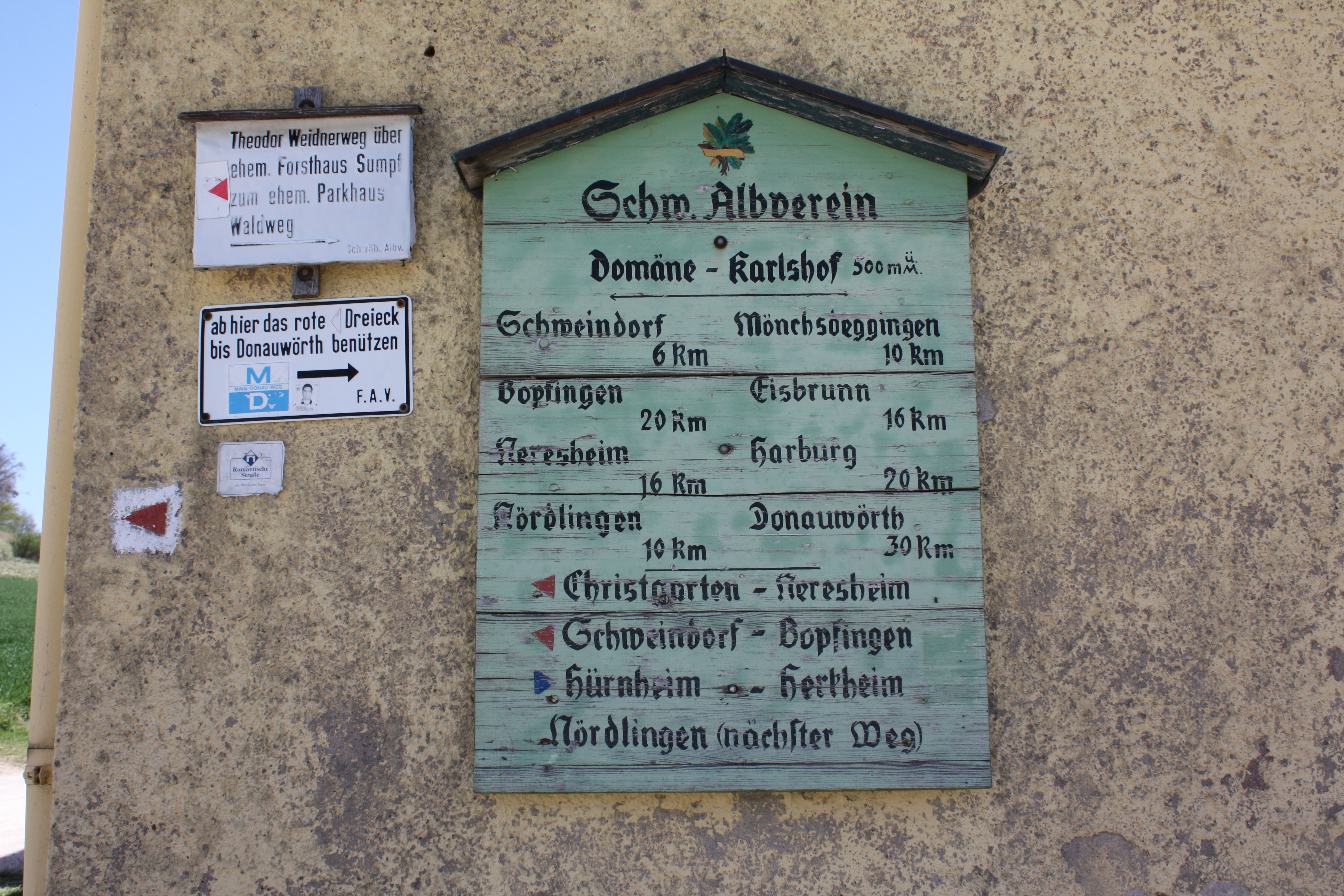
Historische Wegetafel des Schwäbischen Albvereins an einem Gebäude in Karlshof

Das Forsthaus und das Gutshofsgebäude sind geschützte Baudenkmäler.
Das Forsthaus, ein kleiner Bau mit Halbwalmdach, wurde 1911 errichtet. Neben dem Forsthaus in Christgarten ist es das letzte verbliebene Forstgebäude des ehemaligen fürstlichen Forstamtes Hohenaltheim und dient heute als Wohnhaus. Es ist das einzige dauerhaft bewohnte Gebäude in Karlshof.
Der Schwäbische-Alb-Nordrand-Weg und weitere Wanderwege des Schwäbischen Albvereins führen durch Karlshof. Auch der Main-Donau-Weg nimmt seinen Wegverlauf durch Karlshof. Der Karlshof war 1903 der Ausgangspunkt des Nordrand-Wegs und des 1904 markierten Südrand-Weges nach Tuttlingen. Erst 1907 wurde der Nordrand-Weg, 1910 der Südrand-Weg auf den heutigen Startpunkt Donauwörth verlängert. Östlich des Karlshofs steht auf ca. 531 m Höhe eine als Naturdenkmal gekennzeichnete Stieleiche mit einem Stammumfang von 4,53 m.